# André Bruère
André Charles Jean Pol Bruère (* 9. November 1880 in Paris; † 23. Dezember 1943 ebenda) war ein französischer Diplomat.

## Leben
André Bruère war der Sohn von Marie-Louise Pauline Dupoirieux und Pol Georges Gontran Bruère. Er heiratete Suzette Marie Delame-Lelièvre (* 1892; † 1945). Bruère trat 1906 in den auswärtigen Dienst ein. 1919 war er während der alliierten Rheinlandbesetzung Vertreter des französischen Außenministeriums im Rheinland. Von 1919 bis 1922 war er Generalkonsul in Köln und Mainz. Während des Kapp-Putsches im März 1920 war er vorübergehend Vertreter von Alexandre Millerand bei der Reichsregierung in Stuttgart. Von 1929 bis 1930 war er Konsul im Völkerbundmandat für Syrien und Libanon. Von 1931 bis 1936 war er Gesandter in Reval, 1936 Gesandter in Athen und vom 13. Dezember 1937 bis zum März 1940 Gesandter in Oslo.